# 吉野拾遺
『吉野拾遺』（よしのしゅうい）は、南朝（吉野朝廷）関係の説話を収録した室町時代の説話集。二巻本と三巻本とがあり、後者は『芳野拾遺物語』とも称する。

## 概要
後醍醐・後村上天皇代の南朝廷臣の逸事・歌話を基礎とし、発心遁世譚・霊験譚・恋愛譚・怪異譚・復讐譚など多彩だが、『徒然草』・『兼好法師集』・『神皇正統記』・『太平記』から取材してこれを改変したものに加え、『撰集抄』と同様の方法で形成された虚構の創作説話が混在する。戦乱などの生々しい切迫した政情は反映されていないが、一応南朝の参考史料として顧慮されてよいと思われる。二巻本で注目すべき説話としては、高師直が弁内侍の強奪を図った話（上巻9話）、楠木正儀への復讐を果たそうとした熊王の話（下巻16話）、兼好が作者を来訪した話（下巻21話）がある。『大日本史』・『南山巡狩録』・『池の藻屑』・『本朝語園』などにも影響を与えた。

## 成立

### 作者・年代
跋文と本文によると、かつて南朝の廷臣であり、後醍醐天皇の崩御に際して出家・遁世した松翁（しょうおう）という人物が、正平13年（1358年）に自らの見聞を記したものという。しかし、説話中に元中元年/至徳元年（1384年）撰進の『新後拾遺和歌集』所収の和歌が含まれることから、成立はこれ以降の室町期に下るとみられ、また、作者松翁の正体に関しても、吉房朝臣（『新安手簡』所引「野山集」）・侍従忠房（貞享本の勘物）・兼好の弟子命松丸（『弊帚集』）など、諸説があってはっきりしない。
近年では、松翁に仮託して室町後期に偽作されたとする説が有力である。成立年代の下限は、『塵塚物語』との関係から、天文21年（1552年）と推定される。

### 諸本
諸本には、35話所収の二巻本の系統（群書類従本など）とこれに29話を増補した三巻本の系統（貞享本）がある。双方の共通部分は表現字句や説話の配列においてやや異同があるものの、説話数や内容自体には違いが見られない。なお、三巻本への増補時期に関しては定説がなく、近世まで下る可能性も唱えられている。
両系統ともに伝本は多い。翻刻は『群書類従485』・『校註日本文学大系18』・『国史叢書』・『国文大観4』などに収録されるが、その多くが戦前の出版である。

## 評価
今日では、ほとんど顧みられていない。成立・出典につき一通りの検討を経て少なくとも南北朝時代の作品ではないことが明らかになり、説話の価値は没却されたが、先行文献に典拠のある作為的説話ばかりではく民間伝承に通じる主題を含んだものもある。

## 吉野拾遺に見る御坂(神坂)
後宇多天皇の崩御後の吉野拾遺に、
一とせ。木曾の御坂のあたりさすらえ侍りしとき、山のたゝずまひ、河の清き流れに、心とまり侍りしかば、こゝには思ひとゞまりぬべき所にこそ侍れとて「思ひたつ木曾のあさ衣あさくのみそめてやむべき袖の色かは」と詠じて、庵ひき結びて、しばし侍りしに、國の守の鷹狩りにあまた人具し給ふさまの、あさましくたえがたかりければ「こゝもまたうき世なりけりよそながら思ひしまゝの山里もがな」と眺めすてゝ出侍りしと。
この國の守とは遠山氏であろうと考えられる。